# Villers-sur-Semois
Pour les articles homonymes, voir Villers.
Villers-sur-Semois est une section et un village de la commune belge d'Étalle située en Région wallonne dans la province de Luxembourg.
Le village est situé sur la rive droite de la Semois, un affluent de la Meuse, qui le délimite au sud-ouest.

## Démographie
- Source : INS recensements population.

## Histoire
Au cours de la Première Guerre mondiale, le 22 août 1914 après que le 2e régiment d'infanterie coloniale a été pratiquement anéanti au cours de la bataille de Rossignol, perdant 2 850 hommes, le soldat Le Guidec y enterre le drapeau du régiment dans une jarre au fond du jardin d'une ferme   qui sera retrouvé en 1918.
Au cours de la Seconde Guerre mondiale, le 10 mai 1940, jour du déclenchement de la campagne des 18 jours, les Français du 2e escadron du 5e régiment de cuirassiers se portent à la défense de Villers-sur-Semois. Le village est attaqué dans l'après-midi par les Allemands de l'Infanterie-Regiment Grossdeutschland, qui doivent s'y reprendre une deuxième fois avec notamment l'appui de deux StuG III pour forcer les défenseurs à se retirer, non sans pertes pour ces derniers, dont neuf tués.

## Patrimoine et culture

### Patrimoine architectural
- L’église Saint-Martin, classée.